# Chiasmopes lineatus
Chiasmopes lineatus là một loài nhện trong họ Pisauridae.
Loài này thuộc chi Chiasmopes. Chiasmopes lineatus được Mary Agard Pocock miêu tả năm 1898.

## Hình ảnh

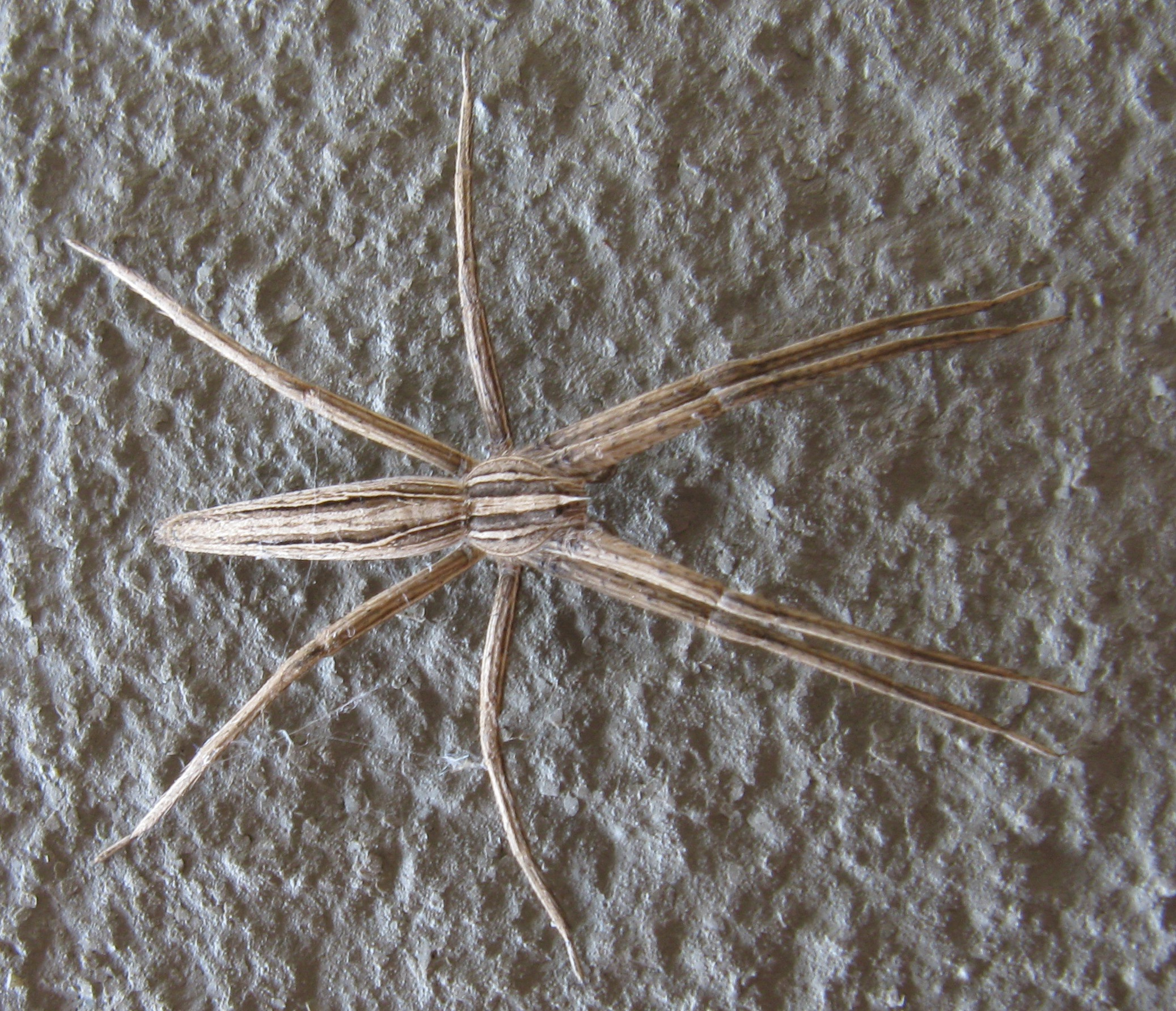